# レイタンス
レイタンス (laitance) とは、フレッシュコンクリート中のセメントの主に石灰石よりなる微粒子や骨材の微粒分が、ブリーディング水（ブリージング水）とともにコンクリートの上面に上昇して堆積した、多孔質で脆弱な泥膜層のこと。必要以上の加水が行われた場合には特に発生しやすい。レイタンスの存在は表面を金コテなどで削ってみることで容易に確認される。
コンクリート表面にレイタンスが存在する状態でコンクリートを打ち継ぐと、コンクリート同士の一体化を阻害し、ひび割れ、構造耐力の低下、漏水、鉄筋の腐食などの原因となり、また、コンクリートの劣化因子（炭酸ガス，塩化物イオン）の侵入経路ともなる。そのため、レイタンスを取り除く必要がある。一般のコンクリート構造物の場合、施工コストとの兼ね合いから重要視されることは少ないが、特に水路構造物や汚水処理施設などで常に流水や水位変動による摩耗やすりへり作用を受ける部位のコンクリートにレイタンス層が存在する場合、そのような脆弱箇所を発端として深くえぐられるような変状が多く発生するため、施工時の適切な除去作業が必要になる。 当然のことながら、水密性が要求されるような部位に関しても同様の処理が必要になる。

## レイタンス除去方法の種類
- はつり

　　コンクリートが硬化した後に電動ハンマー等を用いてレイタンス層をはつり取る方法。-大型構造物には不向き
- ブラッシング

　　コンクリートが硬化した後、表面に堆積したレイタンスをワイヤーブラシなどでこすり落とす方法。-大型構造物には不向き
- 凝結遅延剤（散布式）

　　打設されたコンクリート面のブリーディング水が引いた後にジョウロなどで打ち継ぎ面に散布し、その後高圧洗浄機を用いて表面を洗い出す方法。
- 凝結遅延剤（塗布式）

　　鉛直方向にコンクリートを打ち継ぐ場合、鉛直面の型枠にローラーや刷毛で塗布し、型枠脱型後に高圧洗浄機を用いて表面を洗い出す方法。
- 特殊合成樹脂エマルジョン（散布式）

　　打設されたコンクリート面のブリーディング水が引いた後に散布する。コンクリート表面をポリマー化（ポリマーコーティング）しレイタンス層を非脆弱化する方法。表面を洗い出し処理することなくコンクリートを打ち継ぐことが出来るために、レイタンス処理に水が使用できない場合に活用される。

## レイタンス処理の現状
下水処理施設や橋梁等の大型公共工事では十分に施工管理されてレイタンス処理されることが多いが、一般の住宅やマンションなどの建設の際には重要視されずにレイタンス処理されることが少ない。ただし、一般マンションなどでも、レイタンス処理を怠った結果、瑕疵責任として民事裁判の係争案件に発展することがある。